# Bernard Cornfeld
Bernard „Bernie” Cornfeld (n. 17 august 1927, Istanbul – d. 27 februarie 1995, Londra) a fost un proeminent om de afaceri și specialist în finanțe internaționale care a comercializat investiții în fondurile mutuale din America. El a fost principalul personaj din scandalul IOS.

## Biografie
Bernard Cornfeld s-a născut în Istanbul, Turcia. Tatăl său a fost un actor româno-evreu, mama lui era dintr-o familie ruso-evreiască. La vârsta de patru ani a lui Bernard familia s-a mutat în America.  Doi ani mai târziu tatăl său a murit. Cornfeld, tânărul din Brooklyn, a lucrat în fiecare zi după școală în magazinele de fructe în calitate de curier. A absolvit liceul Abraham Lincoln din Brooklyn și Colegiul Brooklyn.
El a lucrat inițial ca lucrător social, dar a trecut apoi la vânzarea de fonduri mutuale pentru o casă de investiții. În 1955, el a plecat din New York pentru Paris și a început propria sa companie de vânzare de fonduri mutuale, folosind economiile sale de doar câteva sute de dolari. Compania a fost numită Investors Overseas Services (IOS). Prin vânzarea fondurilor mutuale, în special către militarii americani din Europa, Cornfeld a reușit să evite atât reglementările fiscale americane, cât și cele europene.

## Investors Overseas Services
În anii 1960, Cornfeld și-a format propria companie de investiții în fonduri mutuale, Investors Overseas Services (IOS), cu sedii principale la Geneva, Elveția, deși a fost încorporată în Panama. El a stabilit, de asemenea, fonduri mutuale în diverse jurisdicții, după cum se menționează mai jos. Deși sediul executiv a fost la Geneva, principalele birouri operaționale ale IOS erau în Ferney-Voltaire, Franța, de-a lungul frontierei franceze de la Geneva.
Cornfeld a decis că fondurile mutuale ar trebui să-și ia onorariile din profiturile pe care le-au făcut pentru investitorii lor, nu doar un procent din banii investiți.